# Betta persephone
Betta persephone es una especie de pez de la familia gouramis del orden Perciformes . El primer ejemplar fue descrito en 1986 en el Estado Johor, Malasia, B. persephone es una especie muy rara.
este betta habita en las aguas ácidas de 23‒28 °C. Los machos tienen una gran mancha oscura en su cuerpo.

B. persephone está en peligro crítico, según la lista roja en 1996.